# Tute (humorista)
Juan Matías Loiseau, más conocido como Tute (Buenos Aires, 21 de mayo de 1974), es un humorista gráfico argentino. Declarado «Personalidad Destacada de la Cultura de la Ciudad de Buenos Aires». Es el hijo mayor del historietista Caloi (Carlos Loiseau).

## Biografía
Tute nació el 21 de mayo de 1974 en Buenos Aires, Argentina. Pasó su infancia en la zona sur del Gran Buenos Aires, en la localidad de José Mármol. Estudió diseño gráfico, humorismo y cine. Tute tiene dos hijas.
Desde 1999 publica en el diario La Nación, una página en su revista dominical y el cuadro diario Tutelandia en la contratapa. Sus dibujos también se publican en diarios del exterior: México, Colombia, Perú, Nicaragua, Ecuador, Honduras, Costa Rica, Panamá y Estados Unidos.
Es el creador de los personajes Mabel & Rubén, Batu (ocho libros hasta ahora y micros televisivos en PakaPaka) y Trifonia & Baldomero (libro en 2013, Sudamericana). 
Lleva más de 20 libros publicados en Argentina y algunos en España, Francia, México, Colombia y Brasil. 
En 2014 publicó su primera novela gráfica: Dios, el Hombre, el amor y dos o tres cosas más, con prólogo de Quino, quien destacó a Tute como el mejor humorista gráfico de los últimos años. En 2019 apareció su novela gráfica Diario de un hijo (Sudamericana), en la que cuenta su historia desde su nacimiento hasta la muerte de su padre, Caloi. También publicó la trilogía de humor sobre psicoanálisis: Tuterapia, Humor al Diván y Superyó (Sudamericana).
Ilustró los libros Las venas abiertas de América Latina, Amares y Úselo y Tírelo de Eduardo Galeano (Siglo XXI).
Junto al enólogo Marcelo Peleritti lanzó el Malbec Tute (con cápsula y etiqueta íntegramente dibujadas). Y una gran escultura (la psicoanalista y un diván) en la terraza de la bodega Monteviejo, en Valle de Uco, Mendoza.
Publicó dos libros de poemas en 1999 y 2000, y dirigió dos cortometrajes: El Ángel de Dorotea (2005) y Abismos (2006).Prepara su primer largometraje: la comedia romántica Cenizas.
Fue distinguido con el Premio Konex 2012 y elegido como uno de los 100 argentinos más innovadores por BGH, entre otras distinciones.
Condujo el ciclo televisivo Tutelandia con entrevistas a destacados artistas en UN3TV, distinguido con los premios FUND TV y ATVC como mejor programa artístico cultural en 2016. Y el programa de entrevistas Preguntas Dibujadas, un ping pong de preguntas existenciales a personalidades de la cultura, el espectáculo y la política (2020/21).
Tute también tiene una faceta como autor de canciones. Editó junto al cantor Hernán Lucero el CD Tangos nuevos (2010). En 2018 presentó el proyecto audiovisual Canciones dibujadas, con canciones suyas interpretadas por reconocidos músicos y acompañadas con videoclips de dibujos animados realizados por distintos ilustradores. Canciones Dibujadas está en todas las plataformas virtuales y también en vinilo. En 2019 hizo La Yegua y El Capitán, interpretada por La Bersuit, con dirección y producción musical de Juan Blas Caballero.
También en 2019 se inauguró una escultura en su homenaje, basada en su libro Diario de un hijo, realizada por el artista Federico Calandria, en el CIPAU, un centro para la atención de adolescentes de la provincia de Mendoza.

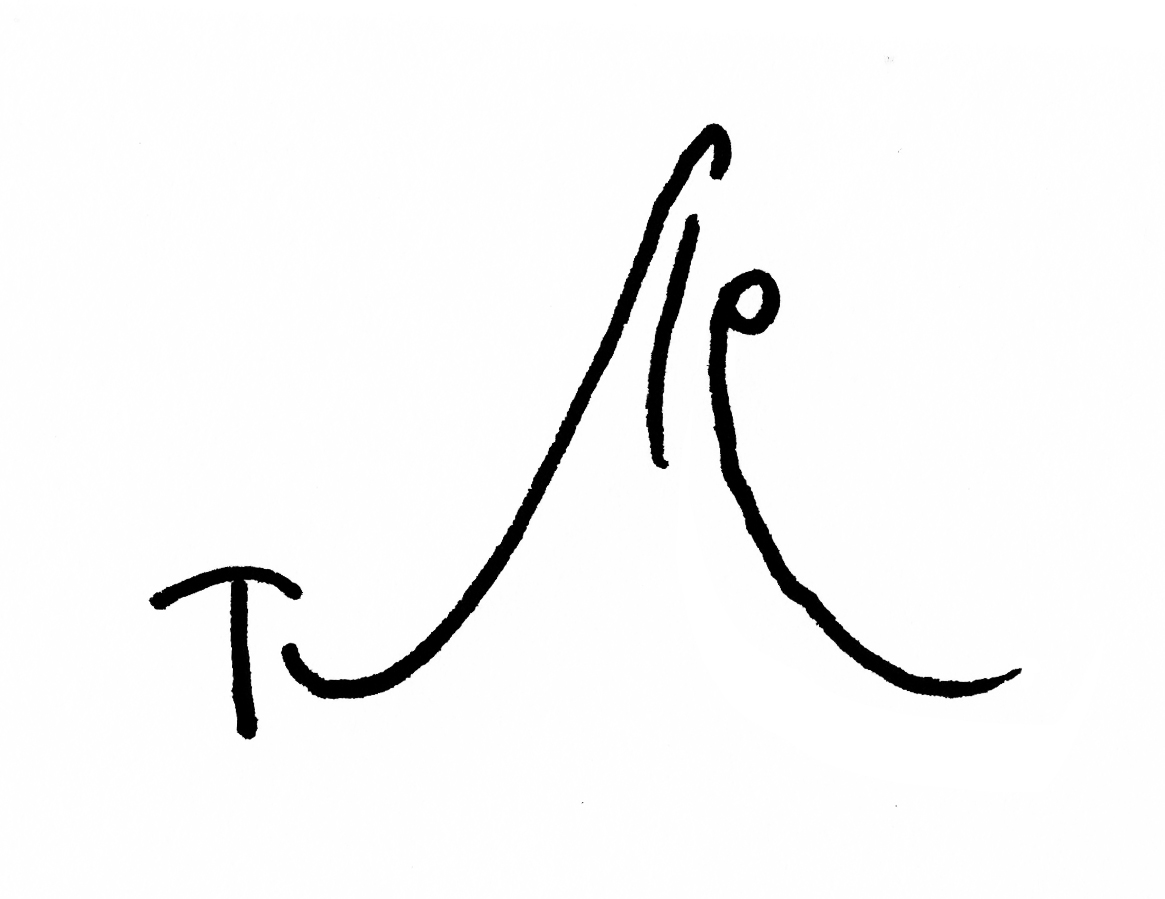
Firma de Tute

Fue declarado «Personalidad Destacada de la Cultura» por la Legislatura de la Ciudad Autónoma de Buenos Aires en 2021, y Visitante Ilustre de Trujillo, Perú (2016) y de Bragado, Bs. As. (2024).
En 2023 le otorgaron en México «La Catrina», máximo galardón para historietistas de habla hispana.
Actualmente trabaja en una nueva novela gráfica, en el guion de una película y en canciones nuevas.

## Publicaciones
Tute publicó los siguientes libros de humor gráfico:
En Argentina
- Nuevos Humoristas Argentinos (con Marito, El Ruso y Dani The O, Ediciones de La Flor, 1995)
- Tute (Sudamericana, 2006)
- Tute de bolsillo (De Bolsillo, 2007)
- Araca, corazón! (Sudamericana, 2008)
- Batu 1 al 8 (Sudamericana)
- Tuterapia (Sudamericana, 2012)
- El amor es un perro verde (Ed. Orsai, 2013)
- Trifonia & Baldomero 1  (Sudamericana, 2013)
- Dios, el Hombre, el amor y dos o tres cosas más (Sudamericana, 2014)
- Tutelandia 1 - Abajo la soledad (Sudamericana, 2015)
- El amor es un perro verde (Sudamericana, 2016)
- Humor al diván (Sudamericana, 2017)
- Diario de un hijo (Sudamericana, 2019)
- Todo es político! (Hotel de las Ideas, 2020)
- Superyó (Sudamericana, 2021)
- Mabel & Rubén (Sudamericana, 2022)
- Lo Mejor de Tute (Sudamericana, 2024)
- Mabel & Rubén al Diván (Sudamericana, 2024)

En España
- Planeta Tute (Grupo Editorial 33, 2010)
- Batu 1 y 2 (Bang Ediciones, 2010; en español y en catalán)
- El amor es un perro verde (Ed. Orsai, 2013)
- Tenemos que hablar (Lumen, 2017)
- Dios, el Hombre, el amor y dos o tres cosas más (Lumen, 2019)

En Francia
- Batu 1 y 2 (Bang Ediciones, 2011)

En México
- Tute para llevar (Reservoir Books, 2017)

En Brasil
- Batu 1 (Zarabatana, 2011)
- Tuterapia (Editoria Perspectiva, 2023)

En Colombia
- Todo es político! (Biblioteca Nacional de Colombia, 2021)

Poesía
- El destino, esa sombra (Nuevohacer, 1999)
- El libro de la noche (Nuevohacer, 2000)